# 世界プロボクシング連盟
世界プロボクシング連盟（せかいプロボクシングれんめい、英:World Professional Boxing Federation）はプロボクシングの王座認定団体。略称はWPBF。本部はニューヨーク。

## 概要
2001年に世界ボクシングシンジケートとして発足、その後世界ボクシングエンパイア（WBE）を経て、2005年10月20日に全米ボクシング会議（USBC）を傘下に収め、2006年7月6日、世界プロボクシング連合（WPBF）に改名。
いわゆるマイナー団体のひとつであるが、傘下にアジアパシフィックボクシング協会（APBA）を収めるほか、ユース王座及び女子王座も設けられている。